# Братська могила В. І. Шибанкова та його бойових товаришів

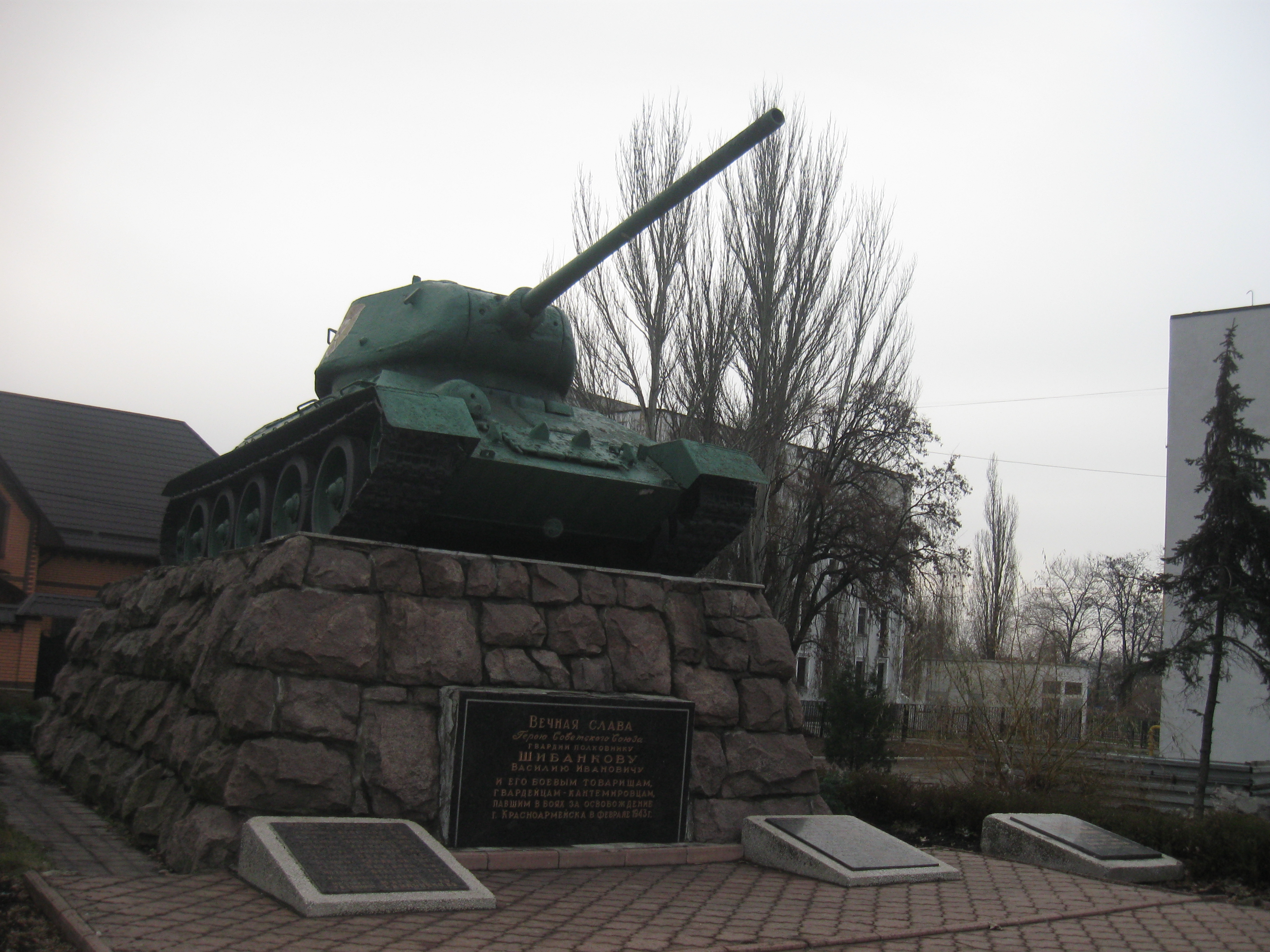
Братська могила В. І. Шибанкова та його бойових товаришів, грудень 2017 року

Братська могила В. І. Шибанкова та його бойових товаришів — пам'ятка історії місцевого значення, розташована у місті Покровськ Донецької області. Знаходиться на центральній площі міста, на якій на гранітному постаменті встановлена бойова машина — танк Т-34, а біля його підніжжя горить Вічний вогонь.

## Історія
Ця могила пов'язана з ім'ям гвардії полковника Василя Івановича Шибанкова. Зі своїм бойовим командиром поховані гвардійці та підпільники міста, які загинули в роки Другої Світової війни.
Під час окупації нацистами міста Покровськ (Красноармійськ) (1941—1943 рр.) в місті діяла патріотична підпільно-молодіжна організація. Підпільники приймали зведення Радінформбюро, розповсюджували листівки. Вони проводили роботу з порятунку поранених воїнів. Їх діяльність була видана зрадником, молодих патріотів було заарештовано і після катувань 24 червня 1943 року вони були розстріляні.
Згідно з планом наступальної операції «Скачок», затвердженою Ставкою Верховного Головнокомандування, частини 4-го гвардійського танкового корпусу 11 лютого 1943 року визволили місто, але командування нацистських окупантів підтягнула великі резерви і почало контрнаступ. Протягом 10 днів тривали бої. По зведенням даним 18 лютого було знищено 1500 окупантів, 6 танків та 18 гармат. Особливий внесок в цих боях зробили гвардійці 12-ї та 14-ї танкових бригад під командуванням полковників Ф. М. Лихачева та В. І. Шибанкова. 18 лютого В. І. Шибанков отримав тяжке поранення та невдовзі помер.
8 вересня 1943 року частинами 3-ї, 39-ї та 135-ї танкових бригад було визволено Покровськ (Красноармійськ). В боях за визволення міста брали участь льотчики 659-го винищувального авіаполку. Загиблі льотчики поховані в братській могилі разом з полковником В. І. Шибанковим та його бойовою бригадою.

## Встановлення пам'ятника
Пам'ятник стоїть на своєму звичному місці завдяки колишньому воєнкому, а зараз генерал-майору у відставці, почесному громадянину міста М. А. Глобенко та ініціативної групи міста. Раніше замість танка поверх братської могили стояв гвинт від розбитого літака майора Савельєва. У 1965 році, до 20-річчя з дня Перемоги було вирішено увічнити пам'ять загиблих солдат бойовим танком Т-34.
Допомоги просили у маршала бронетанкових військ П. П. Полубоярова, який командував у лютому 1943 року танковим корпусом, на той час служив в Москві. Через тиждень прийшло повідомлення, що такий танк готовий відпустити начальник танкоремонтного заводу м. Баку. Ще через тиждень бойова машина була в місті. Урочисте відкриття відбулося 9 травня 1966 року.

## Джерело
- Інформація на сайті Покровського історичного музею [Архівовано 4 березня 2022 у Wayback Machine.]